# Урочище «Липник ІІ»
Уро́чище «Ли́пник II» — ботанічна пам'ятка природи місцевого значення в Україні. Об'єкт природно-заповідного фонду Хмельницької області.
Розташована в межах Заслучненської сільської громади Хмельницького району Хмельницької області, на схід від села Котюржинці.
Площа 0,3 га. Статус присвоєно згідно з рішенням облвиконкому від 4.09.1982 року № 278. Перебуває у віданні ДП «Старокостянтинівський лісгосп» (Красилівське лісництво, кв. 78, вид. 4).
Поруч розташоване заповідне урочище Урочище «Липник І».